# Bertreville-Saint-Ouen
Bertreville-Saint-Ouen je francouzská obec v departementu Seine-Maritime v regionu Normandie. Žije zde 339 obyvatel.

## Poloha obce

### Sousední obce
| Růžice kompasu |                        | Auppegard | Manéhouville       | Růžice kompasu |
| Růžice kompasu |                        | Sever     | Crosville-sur-Scie | Růžice kompasu |
| Růžice kompasu | Bertreville-Saint-Ouen |           | Crosville-sur-Scie | Růžice kompasu |
| Růžice kompasu | Jih                    |           | Crosville-sur-Scie | Růžice kompasu |
| Růžice kompasu | Bacqueville-en-Caux    | Omonville | Lintot-les-Bois    | Růžice kompasu |